# Bavia valida
Bavia valida là một loài nhện trong họ Salticidae.
Loài này thuộc chi Bavia. Bavia valida được Eugen von Keyserling miêu tả năm 1882.